# Георг Баденский
Георг Баденский, также Жорж де Бад (нем. Georg von Baden, фр. Georges I. de Bade, 1436, Пфорцхайм, Карлсруэ — 11 октября 1484, неизвестно) — маркграф Бадена в период с 1453 по 1454 годы, епископ Меца с 1459 года.

## Биография
Георг был четвёртым сыном маркграфа Якоба I и его жены Екатерины Лотарингской, и изначально, как и все младшие дети в семье, предназначался для духовной карьеры (лишь оба старших сына Якоба I, получили светское образование и должны были унаследовать власть в маркграфстве). В 1445 году он получил постриг, и вместе со своими братьями Иоганном и Маркусом проходил обучение в университетах Эрфурта (1452—1454), Павии (1454—1455) и Кёльна (1456). В 1456 году он стал каноником при кёльнском кафедральном соборе.
В год смерти отца Георг на короткий срок вместе с братьями Бернхардом II и Карлом I перенял правление в Бадене, однако уже в 1454 году он отказался от власти в пользу Карла.
При поддержке своего брата Иоганна, к тому времени занявшего архиепископскую кафедру в Трире, 24 октября 1457 года Георг Баденский был избран коадъютором мецского епископа Конрада Байера фон Боппарда. После смерти последнего в 1459 году Георг стал администратором епископства и спустя короткое время — его предстоятелем. В качестве епископа Меца он следовал в фарватере трирской, то есть имперско-баденской политики, и был в 1461—1462 годах активным участником баденско-пфальцской войны за контроль над майцским епископством. Раненый в решающем сражении при Зеккенхайме, он попал в плен к пфальцграфу Фридриху, и был вынужден заплатить за своё освобождение 42 500 гульденов.
В 1466 году, после длительных переговоров, ему удалось уладить открытый конфликт между домским капитулом Меца и городским правительством, разграничив вопросы собственности, правоприменения и налогообложения.
С другой стороны, в своей политике Георг Баденский был вынужден учитывать также интересы Бургундии, и с большой долей вероятности в 1473 году в Трире — во время переговоров Фридриха III с Карлом Смелым — должен был провести церемонию коронации последнего. В ходе вскоре разразившихся Бургундских войн епископ Георг способствовал заключению перемирия в ходе неудачной для Карла Смелого осады Нойса, и с ноября 1476 года в качестве доверенного лица как Карла Смелого, так и императора вёл переговоры о заключении мира, закончившиеся оформлением брачного союза между дочерью Карла Смелого Марией и сыном Фридриха III Максимилианом, получившим титул бургундского герцога. В благодарность Георг Баденский был назначен коадъютором и администратором утрехтского епископства с правом наследования.